# Хауи, Кейт
Кейт Луиза Хауи (англ. Kate Louise Howey; 31 мая 1973, Андовер) — британская дзюдоистка средней и полутяжёлой весовых категорий, выступала за сборную Великобритании в начале 1990-х — середине 2000-х годов. Серебряная и бронзовая призёрка летних Олимпийских игр, чемпионка мира, многократный призёр чемпионатов Европы, победительница многих турниров национального и международного значения. Также известна как тренер по дзюдо.

## Биография
Кейт Хауи родилась 31 мая 1973 года в городе Андовер графства Хэмпшир. Активно заниматься дзюдо начала в возрасте семи лет, первое время тренировалась под руководством собственного отца, позже проходила подготовку в городе Бат в университетском клубе единоборств под руководством тренера Роя Инмана.
С 1988 года выступала на различных юниорских турнирах, становилась чемпионкой Европы и мира среди юниоров. Первого серьёзного успеха на взрослом международном уровне добилась в сезоне 1990 года, когда попала в основной состав британской национальной сборной и побывала на европейском первенстве в немецком Франкфурте-на-Майне, откуда привезла награду серебряного достоинства, выигранную в средней весовой категории. Год спустя на аналогичных соревнованиях в Париже вновь получила серебро, тогда как на мировом первенстве в Барселоне взяла бронзу.
Благодаря череде удачных выступлений удостоилась права защищать честь страны на летних Олимпийских играх 1992 года в Барселоне, куда женское дзюдо впервые было включено в качестве полноценной дисциплины. В итоге сумела дойти здесь до стадии полуфиналов, где потерпела поражение от представительницы Кубы Одалис Реве, и завоевала тем самым бронзовую олимпийскую медаль.
В следующем олимпийском цикле Хауи выступала преимущественно в полутяжёлом весе. В 1993 году она выиграла бронзовую медаль на чемпионате Европы в Афинах и серебряную медаль на чемпионате мира в Гамильтоне. Через год ещё одну бронзу получила на европейском первенстве в польском Гданьске. Будучи в числе лидеров дзюдоистской команды Великобритании, благополучно прошла квалификацию на Олимпийские игры 1996 года в Атланте — на сей раз не попала в призы, проиграв японке Ёко Танабэ и немке Ханне Эртель.
На чемпионате Европы 1997 года в бельгийском Остенде Хауи вновь удостоилась бронзовой награды, в то время как на чемпионате мира в Париже победила в среднем весе всех своих соперниц и получила золото. За это выдающееся достижение награждена Орденом Британской империи. В следующем сезоне выиграла бронзовую медаль на европейском первенстве в испанском Овьедо, затем взяла бронзу на домашнем первенстве мира в Бирмингеме. В 2000 году завоевала серебряную медаль на чемпионате Европы в польском Вроцлаве и отправилась представлять страну на Олимпийских играх в Сиднее, где тоже стала серебряной призёркой — в решающем поединке уступила кубинке Сибелис Веранес. Получив серебряную олимпийскую медаль, стала первой британской дзюдоисткой, сумевшей завоевать на Олимпийских играх две медали.
После сиднейской Олимпиады Кейт Хауи осталась в основном составе британской национальной сборной и продолжила принимать участие в крупнейших международных турнирах. Так, в 2001 году в средней весовой категории она боролась на чемпионате мира в Мюнхене и выиграла серебряную медаль, потерпев единственное поражение в финале от японки Масаэ Уэно. В 2004 году прошла отбор на  Олимпийские игры в Афинах, причём на церемонии открытия несла знамя Великобритании. Тем не менее, попасть здесь в число призёров не смогла, в 1/16 финала проиграла представительнице Канады Катрин Роберж. Вскоре по окончании этих соревнований из-за накопившихся травм приняла решение завершить карьеру профессиональной спортсменки, уступив место в сборной молодым британским дзюдоисткам.
Впоследствии перешла на тренерскую работу, занимала должность регионального координатора Британской ассоциации дзюдо. Была, в частности, тренером Джеммы Гиббонс, которая на Олимпийских играх 2012 года в Лондоне завоевала серебряную медаль.